# Кокс, Уолли
Уо́лли Кокс (англ. Wally Cox; 6 декабря 1924, Детройт, Мичиган — 15 февраля 1973, Голливуд, Калифорния) — американский актёр кино, телевидения и озвучивания.

## Биография
Уоллес Мейнард Кокс родился 6 декабря 1924 года в Детройте. Когда ему было десять лет, его мать, Элеанор Эткинсон, писательница, развелась с его отцом, Арчибальдом Коксом, и они с младшей сестрой Уолли переехали в город Эванстон (штат Иллинойс), где маленький Уолли познакомился со своим ровесником — Марлоном Брандо. В дальнейшем семья часто переезжала с места на место: жили в Чикаго, в Нью-Йорке, снова возвращались в Детройт, где Уолли окончил англ. Denby High School. C началом Второй мировой войны семья снова переехала в Нью-Йорк, где Кокс поступил в Сити-колледж, но был призван в армию, отслужил четыре месяца, а по возвращении поступил в Нью-Йоркский университет. К тому времени его мать стала инвалидом, также необходимо было содержать и сестру: Кокс сам мастерил и продавал бижутерию, на вечеринках читал комические монологи. На последнем поприще Уолли был особенно успешен, и с декабря 1948 года начал регулярно выступать в джаз-клубе Village Vanguard. Судьба свела Кокса с другом детства, Марлоном Брандо, они вместе снимали квартиру, и Брандо, наряду со своей преподавательницей, Стеллой Адлер, всячески поддерживал товарища в стремлении к обучению актёрскому мастерству.
В 1949 году Уолли Кокс впервые появился на телевизионных экранах — он исполнил небольшую роль в одном эпизоде сериала-антологии англ. Fireside Theater; в 1962 году дебютировал на широком экране достаточно заметной ролью в фильме «Ярмарка штата».

### Личная жизнь
Уолли Кокс был женат трижды:
- Мэрилин Женнаро (7 июня 1954 — ?), развод, детей нет.
- Милагрос Тирадо (7 сентября 1963 — май 1966), развод, дочь Элис (род. 1956), падчерица Лиза (род. 1959)[2].
- Патриция Тьернан (1969 — 15 февраля 1973), смерть актёра, детей нет.

### Смерть
Уолли Кокс скончался в Голливуде 15 февраля 1973 года от инфаркта миокарда. Согласно завещанию, Кокс не хотел быть погребённым, а просил развеять его прах над морем. Часть праха актёра развеял лично его друг, Марлон Брандо, над Таити, а часть его забрал себе и хранил в своей спальне, по ночам разговаривая с ним. После смерти самого Брандо его прах и остатки праха Кокса были вместе развеяны над Долиной Смерти.

## Награды и номинации
- 1953 — «Эмми» в категории «Лучший комик» — номинация.
- 1954 — «Эмми» в категории «Лучшая мужская роль» в сериале «Мистер Пиперс»[англ.] — номинация.
- 1960 — Звезда на Голливудской «Аллее славы» (за вклад в развитие телевидения).

## Избранная фильмография

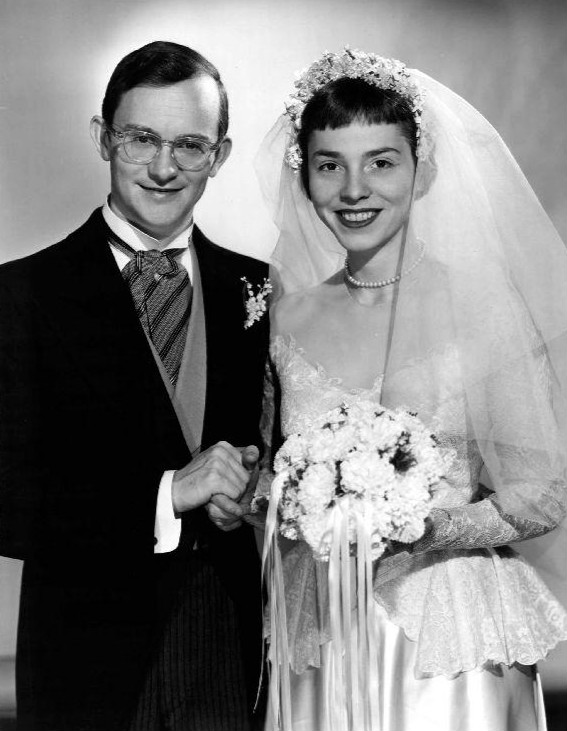
С актрисой Патрицией Бенуа на съёмках сериала «Мистер Пиперс», 1954 год.

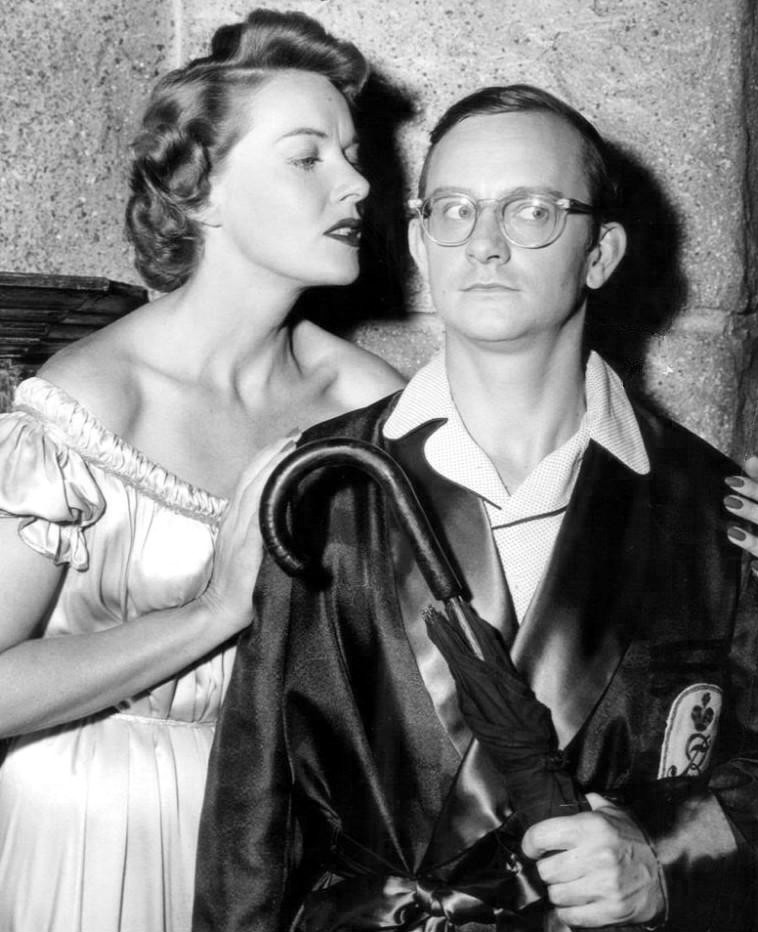
С актрисой Анжелой Грин на съёмках сериала «Приключения Хайрема Холлидея», 1957 год.

Амплуа актёра — робкий, нерешительный, слабохарактерный персонаж, т. н. англ. Milquetoast, хотя при этом Уолли Кокс имел хорошую физическую форму, служил в армии, водил мотоцикл, был неплохим электриком и был трижды женат.

За 24 года своей карьеры Уолли Кокс снялся в почти 80 фильмах и сериалах, часто принимал участие в телеигре Hollywood Squares («Проще простого»).

### Телевидение
- 1952—1953 — Мистер Пиперс[англ.] / Mister Peepers — Робинсон Пиперс (в тридцати двух эпизодах)
- 1956—1959 — Приключения Хайрема Холлидея[англ.] / The Adventures of Hiram Holliday — Хайрем Холлидей (в двадцати четырёх эпизодах)
- 1957 — Телевизионный театр Крафта / Kraft Television Theatre (в одном эпизоде)
- 1963 — Шоу Люси / The Lucy Show — Гарольд (в одном эпизоде)
- 1964 — Сумеречная зона / The Twilight Zone — Джеймс Элвуд (в одном эпизоде)
- 1966 — Миссия невыполнима / Mission: Impossible — Терри Тарго, «медвежатник» (в пилотном эпизоде[6])
- 1967 — Напряги извилины / Get Smart — телемастер (в одном эпизоде)
- 1967, 1968 — Бонанза / Bonanza — разные роли (в двух эпизодах)

### Широкий экран
- 1962 — Ярмарка штата[англ.] / State Fair
- 1962 — Что-то должно случиться / Something's Got to Give — чистильщик обуви[7][8]
- 1963 — Гора Спенсера[англ.] / Spencer's Mountain — Клайд Гудмен, проповедник
- 1964 — Судьба-охотник[англ.] / Fate is the Hunter — Ральф Банди
- 1964 — Жёлтый Роллс-Ройс[англ.] / The Yellow Rolls-Royce — Фергюсон
- 1965 — Моритури / Morituri — доктор Эмбах
- 1965 — Случай с «Бедфордом»[англ.] / The Bedford Incident — Мерлин Кеффл, моряк
- 1967 — Руководство для женатого мужчины / A Guide for the Married Man — советчик — мужчина, женатый уже 14 лет
- 1968 — Один-единственный подлинно-оригинальный семейный оркестр[англ.] / The One and Only, Genuine, Original Family Band — мистер Уэмплер
- 1970 — Боутниксы[англ.] / The Boatniks — Джейсон
- 1971 — Босой руководитель[англ.] / The Barefoot Executive — Альберт Мертонс, водитель

### Озвучивание мультфильмов
- 1964—1973 — «Суперпёс»[англ.] / Underdog — бигль Блеск, он же Суперпёс (в ста двадцати четырёх эпизодах)